# Dith Pran

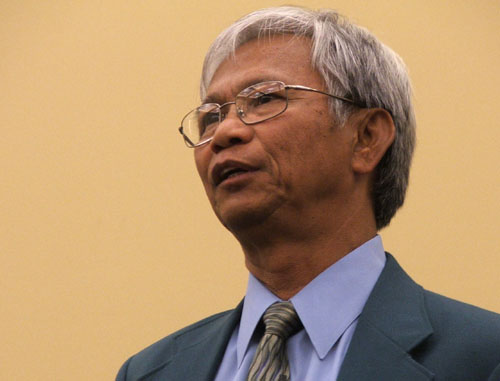
Dith Pran im Mai 2007

Dith Pran (* 23. September 1942 in Siem Reap; † 30. März 2008 in New Brunswick) war ein kambodschanischer Fotojournalist, der die Herrschaft der Roten Khmer in den 1970er Jahren in Kambodscha (dem damaligen Kampuchea) überlebt hat. Sein Schicksal wurde in dem Film The Killing Fields – Schreiendes Land dargestellt. In dem Film wurde Dith von Haing S. Ngor gespielt, ebenfalls Überlebender der Killing Fields. Für seine Darstellung wurde Ngor mit dem Oscar ausgezeichnet.

## Leben
Dith Prans Vater war als Beamter zuständig für öffentliche Bauvorhaben. Aufgrund der Tatsache, dass Dith in der Schule Französisch lernte und sich nebenbei Englisch aneignete, wurde er als Übersetzer beim United States Military Assistance Command angestellt. Als Kambodscha die diplomatischen Beziehungen zu den Vereinigten Staaten 1965 abbrach, arbeitete er wegen seiner Fremdsprachenkenntnisse für ein britisches Filmteam und in einer Hotelrezeption. In den frühen 1970er Jahren, nachdem die Auswirkungen des Vietnamkrieges auch Kambodscha erfassten und im Land in der Folge ein Bürgerkrieg ausbrach, nahm der Einfluss der Roten Khmer immer weiter zu, so dass der Tourismus als Einnahmequelle versiegte und Dith Pran nun für ausländische Journalisten dolmetschen musste. Während er mit Sydney Schanberg, einem für die New York Times tätigen Reporter, zusammenarbeitete, brachte er sich selbst die Reportage-Fotografie bei.
Nach der Machtübernahme durch die Roten Khmer im Jahre 1975 blieb Dith Pran gemeinsam mit Schanberg in Kambodscha zurück, um über die Einnahme der Hauptstadt Phnom Penh durch die kommunistischen Truppen Pol Pots zu berichten. Als ausländischer Journalist hatte Schanberg die Genehmigung, das Land zu verlassen, Dith wurde die Ausreise jedoch verweigert. Um einer möglichen Exekution zu entgehen, gab sich Dith als einfacher Bauer aus. Er arbeitete die nächsten 3 ½ Jahre auf Feldern. Nachdem die Vietnamesische Volksarmee im November 1978 in Kambodscha einmarschiert war und die Roten Khmer nach wenigen Wochen entmachtet hatte, begab sich Dith Pran nach Siem Reap, wo er erfahren musste, dass ca. 50 Mitglieder seiner Familie im Rahmen des Völkermords der Roten Khmer getötet wurden. Von den vietnamesischen Besatzern wurde er zum Bürgermeister seines Dorfes ernannt, jedoch floh er schließlich nach Thailand, weil er Angst hatte, dass sie von seinen Verbindungen zu US-Amerikanern erfahren könnten. Seitdem lebte er in den USA.
Ab 1980 war Pran als Fotojournalist für die New York Times tätig. Er setzte sich für die Opfer der Herrschaft der Roten Khmer ein und war Gründer und Vorsitzender des The Dith Pran Holocaust Awareness Project, Inc. 1998 wurde er für sein Engagement mit der Ellis Island Medal of Honor geehrt.
Dith Pran starb am 30. März 2008 im Alter von 65 Jahren in New Brunswick an Bauchspeicheldrüsenkrebs.